# Коменда, Эрвин
Эрвин Коменда (нем. Erwin Komenda) (6 апреля, 1904 — 22 августа, 1966) был австрийским автомобильным конструктором, дизайнером кузова Фольксваген Жук и различных моделей спортивных автомобилей Porsche.
Он родился в  маленькой деревушке Вайере в земле Верхняя Австрия близ города Штайр. С 1926 по 1929 год он работал в качестве автоконструктора на заводе Steyr-Daimler-Puch. Там, в 1929 году, он встретился с Фердинандом Порше, который пришёл на завод Steyr в качестве технического директора. В том же 1929 году, развивая свои  инновационные идеи, Коменда получил должность главного инженера в компании Daimler-Benz в Зиндельфинген (Германия), эту позицию он занимал до 1931 года. Во время своего пребывания в должности он сумел в большинстве случаев добиться снижения веса автомобилей Мерседес за счет улучшения дизайна. В течение этого периода Mercedes также разработал усовершенствованный автомобиль с кузовом типа монокок. В октябре 1931 года Коменда ушёл из Mercedes и присоединился к Фердинанду Порше в новой компании, это был шаг в неизвестное будущее.
С 1931 до своей смерти в 1966 году Коменда был главным инженером и лидером департамента разработки автокузовов Porsche.

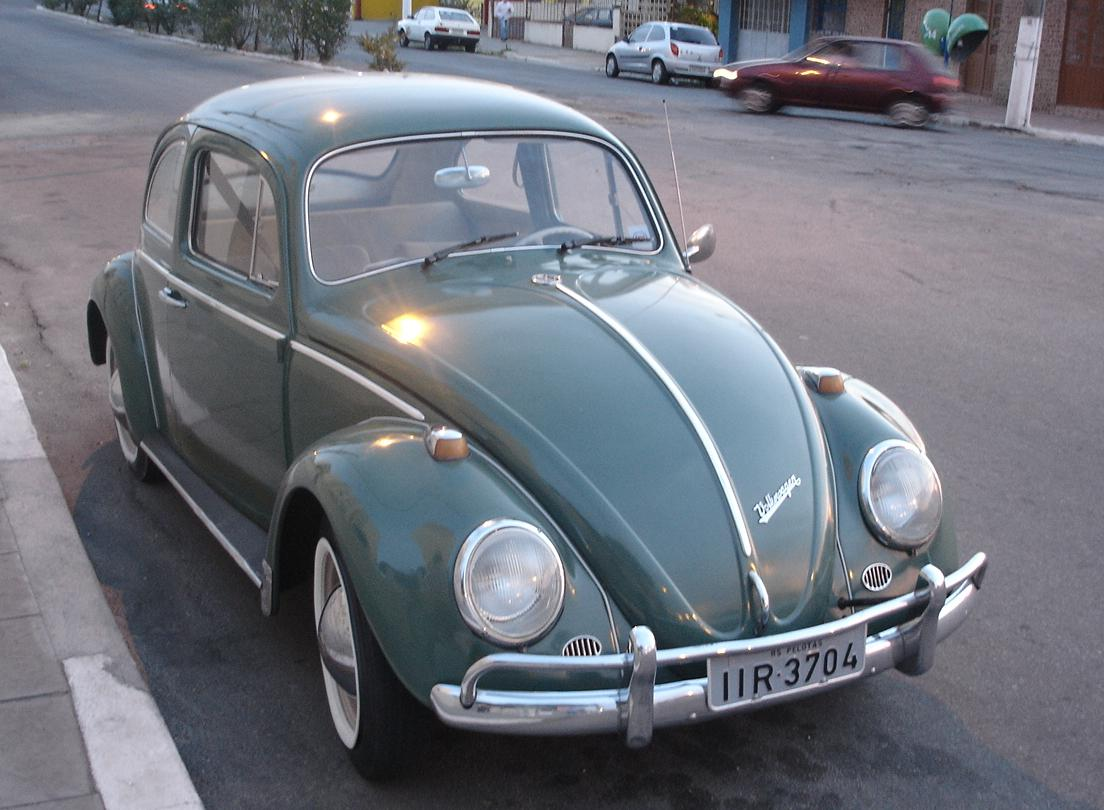
Автомобиль Фольксваген Жук, сконструированный Эрвином Коменда

Коменда разработал кузов автомобиля Фольксваген Жук (VW Beetle), это самый тиражируемый автомобиль прошлого века. Коменда  и его коллега Йозеф Микл (Josef Mickl) разработали гоночные автомобили Auto Union и Cisitalia, неоднократно побеждавшие в соревнованиях Гран-при.
После Второй мировой войны штаб-квартира Porsche на короткий промежуток времени была перенесена в Гмюнд (Австрия), где Коменда и Ферри Порше (англ. Ferry Porsche) разработали первый спортивный автомобиль компании Porsche — Porsche Type 356. После этого последовали разработки дополнительных модификаций 356-й и новых моделей, в том числе 356 Porsche Speedster. Коменда также разработал дизайн Porsche 550 Spyder. Вплоть до скоропостижной кончины он работал над созданием модели Porsche 911.